# Dagnum
Dagnum (łac. Dagnensis) – stolica historycznej diecezji w Dalmacji Superiore, sufragania również historycznej archidiecezji Doclea w rejonie Epir, współcześnie miejscowość Vau i Dejës w Albanii. Obecnie katolickie biskupstwo tytularne. W latach 1970–1992 biskupem tytularnym Dagnum był Czesław Domin, biskup pomocniczy katowicki. W latach 1992–2012 biskupem tytularnym Dagnum był Stefan Siczek, biskup pomocniczy radomski.

## Historia
Tereny diecezji Dagnum od XI w. należały do metropolii barskiej. Diecezja Dagnum była erygowana w XIV w. W trakcie swojego istnienia na krótko była łączona z innymi diecezjami. Po raz ostatni biskup Dagnum wymieniany był w dokumentach z 1520. W XVI w. diecezję zlikwidowano, włączając ją do diecezji Sarda (współcześnie biskupstwo tytularne). Stolica tytularna Dagnum ustanowiona została w 1933.

## Biskupi tytularni
| Lp. | Biskup                           | Funkcja                                    | Od                | Do               |
| --- | -------------------------------- | ------------------------------------------ | ----------------- | ---------------- |
| 1   | Luis Andrade Valderrama O.F.M.   | biskup pomocniczy Bogoty (Kolumbia)        | 3 marca 1939      | 16 czerwca 1944  |
| 2   | Bernhard Stein                   | biskup pomocniczy Trieru (Niemcy)          | 2 września 1944   | 25 kwietnia 1967 |
| 3   | Czesław Domin                    | biskup pomocniczy katowicki                | 6 czerwca 1970    | 1 lutego 1992    |
| 4   | Stefan Siczek                    | biskup pomocniczy radomski                 | 25 marca 1992     | 31 lipca 2012    |
| 5   | Ángel Francisco Caraballo Fermín | biskup pomocniczy Maracaibo (Wenezuela)    | 30 listopada 2012 | 29 stycznia 2019 |
| 6   | Américo Aguiar                   | biskup pomocniczy Lizbony (Portugalia)     | 1 marca 2019      | 21 września 2023 |
| 7   | Onécimo Alberton                 | biskup pomocniczy Florianópolis (Brazylia) | 1 listopada 2023  |                  |